# Badmintonmeisterschaft von Hongkong 2004
Die Badmintonmeisterschaft von Hongkong des Jahres 2004 trug den vollständigen Namen Bank of China (Hong Kong) Hong Kong Annual Badminton Championships 2004 (chinesisch 2004 中銀香港全港羽毛球錦標賽).

## Sieger und Finalisten
| Disziplin    | Gold                               | Silber                                   |
| ------------ | ---------------------------------- | ---------------------------------------- |
| Herreneinzel | Agus Hariyanto                     | Ng Wei                                   |
| Dameneinzel  | Wang Chen                          | Ling Wan Ting                            |
| Herrendoppel | Albertus Susanto Njoto Liu Kwok Wa | Yohan Hadikusumo Wiratama Agus Hariyanto |
| Damendoppel  | Louisa Koon Wai Chee Li Wing Mui   | Wang Chen Wong Sin Yee                   |
| Mixed        | Albertus Susanto Njoto Li Wing Mui | Liu Kwok Wa Louisa Koon Wai Chee         |